# Resolutie 1762 Veiligheidsraad Verenigde Naties
Resolutie 1762 van de Veiligheidsraad van de Verenigde Naties werd op 29 juni 2007 met 14 stemmen voor en de onthouding van Rusland aangenomen door de VN-Veiligheidsraad. De resolutie beëindigde de mandaten van de UNMOVIC en het Internationaal Atoomenergie Agentschap, die wapeninspecties uitvoerden in Irak.

## Achtergrond
Op 2 augustus 1990 viel Irak zijn zuiderbuur Koeweit binnen en bezette het land. De Veiligheidsraad veroordeelde de inval diezelfde dag middels resolutie 660 en later kregen de lidstaten carte blanche om Koeweit te bevrijden. Eind februari 1991 was die strijd beslecht en legde Irak zich neer bij alle aangenomen VN-resoluties. Het land werd vervolgens verplicht te ontwapenen door onder meer al zijn massavernietigingswapens te vernietigen. Daaraan werkte Irak echter met grote tegenzin mee, tot grote woede van de Verenigde Staten, die het land daarom in 2003 opnieuw binnenvielen. Een door de VS geleide overgangsregering werd in 2004 opgevolgd door een Iraakse. In 2005 werd een nieuwe grondwet aangenomen en vonden verkiezingen plaats, waarna een coalitie werd gevormd. In de tussentijd werd het land echter geplaagd door sektarisch geweld en bleven vele slachtoffers vallen door de talloze terreuraanslagen.

## Inhoud

### Waarnemingen
Irak had intussen een democratisch verkozen en op de grondwet gebaseerde regering die had verklaard achter non-proliferatie en staan en al concrete stappen in die richting had genomen. Het land was door voorgaande resoluties ook verplicht om zich te ontwapenen. Verdere wapeninspecties van UNMOVIC en het Iraakse Kernverificatiekantoor van het Internationaal Atoomenergie Agentschap waren niet langer nodig.

### Handelingen
Daarom werden de mandaten van UNMOVIC en het IAEA met onmiddellijke ingang beëindigd. Irak had in zijn grondwet opgenomen geen kern-, chemische- of biologische wapens en bijhorende afvuursystemen te zullen verwerven, ontwikkelen, produceren of gebruiken.

### Annex I
Bijlage 1 was de "brief van de Staatssecretaris van Buitenlandse en Gemenebestzaken van het Verenigd Koninkrijk en de Staatssecretaris van de Verenigde Staten aan de voorzitter van de Veiligheidsraad" die de Veiligheidsraad liet weten dat alle nodige stappen waren gezet om Iraks bekende massavernietigingswapens en ballistische raketten te vernietigen.

### Annex II
Bijlage 2 was de "brief van de Minister van Buitenlandse Zaken van Irak aan de voorzitter van de Veiligheidsraad", die vroeg om de mandaten van UNMOVIC en het IAEA te beëindigen.

## Verwante resoluties
- Resolutie 1700 Veiligheidsraad Verenigde Naties (2006)
- Resolutie 1723 Veiligheidsraad Verenigde Naties (2006)
- Resolutie 1770 Veiligheidsraad Verenigde Naties
- Resolutie 1790 Veiligheidsraad Verenigde Naties

Lijst ·  1739 ·  1740 ·  1741 ·  1742 ·  1743 ·  1744 ·  1745 ·  1746 ·  1747 ·  1748 ·  1749 ·  1750 ·  1751 ·  1752 ·  1753 ·  1754 ·  1755 ·  1756 ·  1757 ·  1758 ·  1759 ·  1760 ·  1761 ·  1762 ·  1763 ·  1764 ·  1765 ·  1766 ·  1767 ·  1768 ·  1769 ·  1770 ·  1771 ·  1772 ·  1773 ·  1774 ·  1775 ·  1776 ·  1777 ·  1778 ·  1779 ·  1780 ·  1781 ·  1782 ·  1783 ·  1784 ·  1785 ·  1786 ·  1787 ·  1788 ·  1789 ·  1790 ·  1791 ·  1792 ·  1793 ·  1794